# Хамад, Джилоан
Джилоан Хамад (швед. Jiloan Hamad; род. 6 ноября 1990, Баку) — шведский и иракский футболист, полузащитник иракского клуба «Заху».
С 2011 по 2018 год выступал за сборную Швеции. В 2019 году сыграл один матч за сборную Ирака.

## Карьера

### Клубная
Хамад перешёл в «Мальмё» из «Форварда» в декабре 2007 года. Дебютировал в шведской лиге Аллсвенскан 14 августа 2008 года. В 2010 году конкурировал за место в составе с Джимми Дурмазом. В последнем матче сезона 2010 года забил победный гол в ворота «Мьельбю», что позволило «Мальмё» завоевать чемпионский титул.
В 2011 году пропустил начало сезона из-за травмы. Хамад участвовал в Лиге чемпионов УЕФА сезона 2011/12 и забил гол, который вывел его клуб в серию плей-офф. Во время сезона 2011 года Хамад подписал новый контракт «Мальмё» до конца 2013 года. В сезоне 2012 года провёл за клуб 30 матчей и забил 6 голов. Был капитаном команды.

### Сборная
Хамад был капитаном молодёжной сборной Швеции. В начале 2011 года Хамад отклонил предложение сыграть за сборную Азербайджана.
Он играл свой первый матч за Швецию был против Ботсваны 19 января 2011 года. Хамад был снова вызван в тренировочный лагерь сборной Швеции на товарищеский матч против сборной Англии 14 ноября, но на поле не выходил.

## Достижения
- Чемпион Швеции: 2010